# هنري ميزر
هنري ميزر (بالإنجليزية: Henry Mazer) هو موزع أمريكي، ولد في 21 يوليو 1918 في بيتسبرغ في الولايات المتحدة، وتوفي في 1 أغسطس 2002 في تايبيه في تايوان.

## وصلات خارجية
- هنري ميزر على موقع ميوزك برينز (الإنجليزية)